# 伯爾卡鄉
43°59′00″N 23°38′00″E / 43.9833°N 23.6333°E
伯爾卡鄉（羅馬尼亞語：Comuna Bârca, Dolj），是羅馬尼亞的鄉份，位於該國西南部，由多爾日縣負責管轄，面積89平方公里，海拔高度47米，2007年人口4,081，人口密度每平方公里46人。